# Stiropius californicus
Stiropius californicus är en stekelart som beskrevs av Whitfield 1988. Stiropius californicus ingår i släktet Stiropius och familjen bracksteklar. Inga underarter finns listade i Catalogue of Life.